# ギデオン・フェル
ギデオン・フェル（ギディオン・フェルとも。Gideon Fell。）は、ジョン・ディクスン・カー作の推理小説に登場する架空の名探偵。イギリス人。
ギデオン・フェルは、カーター・ディクスン名義によるヘンリー・メリヴェール卿（通称H・M）と並ぶカー作品を代表する探偵である。通常はフェル博士と呼ばれている。『三つの棺』における「密室講義」でも知られる。初登場は『魔女の隠れ家』。他の代表的な登場作品は『帽子収集狂事件』『死者はよみがえる』『曲った蝶番』など。

## 経歴
1884年、リンカンシャー州ガースのステイヴニイ荘園で、ディグビイ卿の次男として生まれた。イートン、ベイリオル両校を卒業した後、ハーバード大学から文学士、オックスフォード大学から文学修士、再びハーバード大学から哲学博士、エディンバラ大学から法学博士の称号を得た。王立歴史学会会員、レジョン・ドヌール勲章を受けている。
著書に『17世紀のロマンス』（1922年）や『英国小説における超自然』（1929年）などのほか、『イギリスにおける古代以降の飲酒の風習』（1946年）という20年がかりの大労作がある。
第一次世界大戦中、イギリス政府のために諜報活動を行うが、詳細は公にされていない。
教師、辞書編纂家、ジャーナリスト、歴史家等々として活躍した後、50歳前に引退。以降は依頼に応じて執筆活動や講演活動を行い、また犯罪捜査にも乗り出す。
記録に残る初めての犯罪捜査事件が1931年7月に起きた『魔女の隠れ家』で、その後『帽子収集狂事件』『剣の八』を経て1932年9月に『死時計』事件を解決した後、ロンドン警視庁の非公式な顧問になり、以後も数多くの難事件を解決する。
（以上は、アントニー・バウチャー編のアンソロジー " Four and Twenty Bloodhounds " （1950年）に収められた " Ditective Who's Who " にカー自身が寄せた紹介に基づく）

## 人物像
体重は125キログラム以上のずんぐりした巨体で、白髪まじりのふさふさした黒髪は額に覆いかぶさり、大きな丸い赤ら顔に山賊ひげをはやし、幾重にもくびれた顎のあたりに皮肉っぽい笑みを浮かべ、幅広の黒いリボンのついた眼鏡越しに細い目をいたずらっぽく光らせている。頭には牧師がかぶる黒いシャベル帽をのせ、黒のだぶだぶの服の上にテントのように大きな黒いマントを羽織り、撞木（しゅもく）型の握りのついたステッキを2本ついて歩く。
その容貌は、作品中ではよくマザー・グースの童謡に登場する「コール王」に例えられ、実際、野外劇でたびたびコール老王を務めるなど、その役がお気に入りである。
好きなものはバンド音楽、メロドラマにドタバタ喜劇で、お茶代わりにビールを飲むほどのビール好きでもある。
扱う事件は、怪奇な超自然の事物に彩られた密室殺人や人間消失などの不可能犯罪が大半を占める。

## 登場作品
初登場は『魔女の隠れ家』（1933年）。以後『月明かりの闇』（1967年）まで23の長編、5つの短編に登場している。

### 長編
- 1933年 『魔女の隠れ家』
- 1933年 『帽子収集狂事件』
- 1934年 『剣の八』
- 1934年 『盲目の理髪師』
- 1935年 『死時計』
- 1935年 『三つの棺』
- 1936年 『アラビアンナイトの殺人』
- 1938年 『死者はよみがえる』
- 1938年 『曲った蝶番』[注 3]
- 1939年 『緑のカプセルの謎』
- 1939年 『テニスコートの殺人』[注 5]
- 1940年 『幽霊屋敷』[注 6]
- 1941年 『連続殺人事件』
- 1941年 『猫と鼠の殺人』
- 1944年 『死が二人をわかつまで』
- 1946年 『囁く影』
- 1947年 『眠れるスフィンクス』
- 1949年 『疑惑の影』
- 1958年 『死者のノック』
- 1960年 『雷鳴の中でも』
- 1965年 『悪魔のひじの家』
- 1966年 『仮面劇場の殺人』
- 1967年 『月明かりの闇』

### 短編
- 1936年 「とりちがえた問題」 - 『パリから来た紳士』（創元推理文庫）に所収。
- 1940年 「ある密室」 - 『妖魔の森の家』（創元推理文庫）に所収。
- 1940年 「軽率だった夜盗」 - 『妖魔の森の家』（創元推理文庫）に所収。
- 1943年[注 7] 「ことわざ殺人事件」 - 『パリから来た紳士』（創元推理文庫）に所収。
- 1957年[注 8] 「見えぬ手の殺人」 - 『パリから来た紳士』（創元推理文庫）に所収。